# 本庄村 (京都府)
本庄村（ほんじょうむら）は、京都府与謝郡にあった村。現在の伊根町北部の若狭湾沿岸にあたる。

## 地理
- 海洋：若狭湾
- 山岳：船津山
- 河川：筒川
- 岬：野室崎、鯛崎、甲崎

## 歴史
- 1889年（明治22年）4月1日 - 町村制の施行により、本庄上村・本庄宇治村・本庄浜村・野室村・長延村・蒲入村の区域をもって発足。
- 1954年（昭和29年）11月3日 - 伊根村・朝妻村・筒川村と合併して伊根町が発足。同日本庄村廃止。